# Communiqué (다이어 스트레이츠의 음반)
《Communiqué》는 1979년 6월 5일에 버티고 레코드, 미국의 워너 브라더스 레코드, 캐나다의 머큐리 레코드가 발매한 영국의 록 밴드 다이어 스트레이츠의 두 번째 스튜디오 음반이다. 이 음반에는 빌보드 핫 100 차트에서 45위, 영국 싱글 차트에서 51위에 오른 싱글 〈Lady Writer〉가 수록되었다. 이 음반은 독일, 스페인, 뉴질랜드, 스웨덴의 음반 차트에서 1위를 차지했고, 미국에서는 11위, 영국에서는 5위에 올랐다. 이후 미국에서는 골드, 영국에서는 플래티넘, 프랑스에서는 더블 플래티넘 인증을 받았다.
이 음반은 데이비드 노플러가 피처링한 마지막 음반으로, 이후 그들의 다음 음반 제작 중에 밴드를 탈퇴할 것이며, 오리지널 라인업과 함께 마지막 음반이다.

## 녹음
1978년 11월 18일 히친에서 열린 투어가 끝난 후, 다이어 스트레이츠는 두 번째 음반 녹음 작업에 착수했다. 《Communiqué》의 녹음 세션은 1978년 11월 28일부터 12월 12일까지 바하마 나소에 있는 컴퍼스 포인트 스튜디오에서 열렸다. 이 음반은 1979년 1월 앨라배마주 머슬 숄스 사운드 스튜디오에서 믹싱되었다. 이 음반은 머슬 숄스 사운드 스튜디오의 베테랑 프로듀서인 제리 웩슬러와 배리 베켓이 프로듀싱했다. 베켓은 또한 음반의 9개의 트랙 중 일부에 키보드를 기여했다.

## 커버 아트
이 음반 커버는 호트하우스가 디자인했고, 앨런 슈미트가 감독을 맡았으며, 제프 할핀이 커버 아트를 그렸다.

## 반응
| 전문가 평가                   | 전문가 평가 |
| 평가 점수                     | 평가 점수   |
| 출처                          | 점수        |
| ----------------------------- | ----------- |
| AllMusic                      | [ 2 ]       |
| Christgau's Record Guide      | B−          |
| Pitchfork                     | 6.2/10      |
| The Rolling Stone Album Guide | [ 5 ]       |

1979년 《버밍엄 데일리 포스트》의 리뷰에서 조너선 다믈러포드는 이 곡을 "유능한 음반"이라고 불렀지만, "노래들은 창백한 모조품이나, 《Dire Straits》에게 충분하지 않은 컷처럼 들린다"고 썼다. 올뮤직에 대한 회고적 리뷰에서, 윌리엄 룰만은 두 번째 음반이 "전작의 덜 매력적인 소재를 가진 탄소 복사본에 지나지 않는 것 같다"고 쓰면서 5개의 별 중 2.5개를 음반에 주었다.

## 곡 목록
모든 곡들은 마크 노플러에 의해 작사/작곡하였다.
| #  | 제목                                 | 재생 시간 |
| -- | ------------------------------------ | --------- |
| 1. | 〈Once Upon a Time in the West〉     | 5:14      |
| 2. | 〈News〉                             | 4:11      |
| 3. | 〈Where Do You Think You're Going?〉 | 3:43      |
| 4. | 〈Communiqué〉                       | 5:42      |

| #  | 제목                     | 재생 시간 |
| -- | ------------------------ | --------- |
| 1. | 〈Lady Writer〉          | 3:38      |
| 2. | 〈Angel of Mercy〉       | 4:29      |
| 3. | 〈Portobello Belle〉     | 4:21      |
| 4. | 〈Single-Handed Sailor〉 | 4:42      |
| 5. | 〈Follow Me Home〉       | 5:42      |

## 인증
| 국가                                                                                         | 인증        | 판매량/출하량 |
| -------------------------------------------------------------------------------------------- | ----------- | ------------- |
| 오스트리아 (IFPI 오스트리아)                                                                 | 골드        | 25,000*       |
| 캐나다 (뮤직 캐나다)                                                                         | 2× 플래티넘 | 200,000^      |
| 핀란드 (Musiikkituottajat)                                                                   | 골드        | 25,000        |
| 프랑스 (SNEP)                                                                                | 2× 플래티넘 | 600,000*      |
| 독일 (BVMI)                                                                                  | 플래티넘    | 500,000^      |
| 이탈리아 (FIMI) sales since 2009                                                             | 골드        | 25,000        |
| 네덜란드 (NVPI)                                                                              | 플래티넘    | 100,000^      |
| 뉴질랜드 (RMNZ)                                                                              | 골드        | 7,500^        |
| 스페인 (PROMUSICAE)                                                                          | 플래티넘    | 100,000^      |
| 스웨덴 (GLF)                                                                                 | 골드        | 50,000^       |
| 스위스 (IFPI 스위스)                                                                         | 3× 플래티넘 | 150,000^      |
| 영국 (BPI)                                                                                   | 플래티넘    | 300,000^      |
| 미국 (RIAA)                                                                                  | 골드        | 500,000^      |
| *판매량을 기반으로 한 인증 · ^출하량을 기반으로 한 인증 · 판매량+스트리밍을 기반으로 한 인증 |             |               |